# Corticaria inconspicua
Corticaria inconspicua är en skalbaggsart som beskrevs av Thomas Vernon Wollaston 1860. Corticaria inconspicua ingår i släktet Corticaria, och familjen mögelbaggar. Enligt den finländska rödlistan är arten sårbar i Finland. Arten är reproducerande i Sverige. Artens livsmiljö är naturmoskogar.